# Flavio Castellani
Pour les articles homonymes, voir Castellani.
Flavio Castellani est un astronome amateur italien.
Le Centre des planètes mineures le crédite de la découverte de six astéroïdes, effectuée entre 1996 et 1998, toutes avec la collaboration d'autres astronomes dont Plinio Antolini, Ivano Dal Prete et Ulisse Munari.
| (21308) 1996 XG5       | 2 décembre 1996 |
| (25216) Enricobernardi | 10 octobre 1998 |
| (27094) Salgari        | 25 octobre 1998 |
| (27095) Girardiwanda   | 25 octobre 1998 |
| (42775) Bianchini      | 26 octobre 1998 |
| (96307) 1996 XT2       | 4 décembre 1996 |